# Crocidura kegoensis
Crocidura kegoensis — дрібний ссавець, вид роду білозубка (Crocidura) родини мідицеві (Soricidae) ряду мідицеподібні (Soriciformes).

## Опис
Вид має коротке хутро (волосся на спині 1,5 мм і 1,0 мм на стороні живота). Дані голотипу:. довжина голови й тіла 48 мм, довжина хвоста 27 мм, довжина задніх ступнів 10 мм, довжини вуха 5 мм.

## Поширення
Він відомий тільки з одного зразка, який був знайдений в англ. Ke Go Nature Reserve в провінції В'єтнаму Ха Тінь, 200 м над рівнем моря.